# Прогестерон
Прогестерон (від лат. pro — перед, раніше, на користь і лат. gestatio — вагітність) — статевий гормон хребетних тварин та людини. Прогестерон виявлено також у деяких комах та у квіткових рослин. За хімічною природою — стероїд. Попередником прогестерону є прегненолон, молекула якого містить ядро холестерину.

## Загальні відомості
Прогестерон — проміжний продукт при синтезі всіх гормонів стероїдного типу. Основне місце синтезу прогестерону — жовте тіло яєчників. Прогестерон разом з естрадіолом регулює естральний цикл у ссавців (менструальний у людини).
Під дією прогестерону слизова оболонка матки набуває здатність до імплантації заплідненої яйцеклітини. При відсутності заплідненої яйцеклітини жовте тіло атрофується, а синтез прогестерону зменшується. Прогестерон пригнічує активність гладенької мускулатури матки, чим запобігає можливості перерваної вагітності... Від 4 місяців вагітності прогестерон активно продукує й плацента. Кількість його росте впродовж усієї вагітності, часто в 100 і більше разів перевищуючи рівень в крові до початку вагітності. Рівень прогестерону різко знижується тільки в останні кілька днів. Через це активність гладенької мускулатури матки підвищується, і стають можливими перейми.

## Застосування в медицині
Прогестерон застосовується в медицині при замісній гормональній терапії та задля лікування порушень, викликаних прогестероновою недостатністю, серед яких:
- дисменорея та вторинна аменорея;
- ендометріоз;
- порушення менструального циклу;
- передменструальний синдром;
- загроза аборту та маткові кровотечі;
- безпліддя через лютеїнову недостатність.

В Україні призначаються такі лікувальні препарати: дуфастон (дидрогестерон), утрожестан (прогестерон), ендометрин (прогестерон).

## Участь у розвитку захворювань

### Рак молочної залози
На визначенні наявності або відсутності на поверхні і в середині пухлинних клітин рецепторів до гормонів естрогенів (ER, від англ. Estrogen Receptor) і прогестерону (PR, від англ. Progesterone Receptor), рецепторів до епідермального фактора росту HER2/new (укр. хертунью) та деяких інших молекулярних і генетичних маркерів базується сучасна молекулярна класифікація злоякісних пухлин молочної залози.